# رژین دوفورژ
رژین دوفورژ (فرانسوی: Régine Deforges‎؛ ۱۵ اوت ۱۹۳۵ – ۳ آوریل ۲۰۱۴) یک نویسنده، نمایش‌نامه‌نویس، ویراستار و کارگردان اهل فرانسه بود.
او را گاهی «کاهنهٔ اعظم ادبیات شهوانی فرانسه» می نامند. کتاب مشهور او «دوچرخهٔ آبی» سبب شد تا از او بابت دستبرد هنری از رمان بربادرفته اثرِ مارگارت میچل شکایت شود که ابتدا در دادگاه بدوی محکوم شد اما در دادگاه استیناف، به نفع او رأی صادر شد.
طی سالیان متمادی، آثار او تحت سانسور بود و خودش را بابت انتشار ادبیات «اهانت‌آمیز» تحت تعقیب قرار داده و جریمه نمودند. وی نخستین زنی در فرانسه بود که خودش گرداننده و مالک یک شرکت انتشاراتی بود.